# Matteo Adinolfi
Matteo Adinolfi (Salerno, 16 marzo 1885 – Roma, 23 gennaio 1953) è stato un avvocato e politico italiano.

## Biografia
Avvocato penalista, ha combattuto col grado di tenente di fanteria meritandosi una croce di guerra. Cessate le ostilità si stabilisce a Napoli, dove aderisce al movimento dei Fasci italiani di combattimento e viene nominato fiduciario del Fascio di Salerno, città di cui è stato federale. Tra il 1931 e il 1933 ha ricoperto la carica di vicesegretario nazionale del PNF.